# Fabian Del Priore
Fabian Del Priore (* 27. Mai 1978 in Frankfurt am Main) ist ein deutscher Komponist, Arrangeur und Sound Designer.

## Leben
Er entstammt einer musikalisch geprägten Familie. Schon in frühen Jahren erhielt er Klavierunterricht und kam im Alter von sechs Jahren an seine ersten Computer und Konsolen in Form eines Commodore C64 und Atari VCS 2600.
Mit 16 Jahren bekam er seinen ersten Auftrag als Spielemusikkomponist, die Vertonung von Blue Bytes Extreme Assault. Dieses Projekt öffnete ihm die Tore für weitere Aufträge im Bereich Computerspiele, CD-Soundtrack-Vertonung, Multimedia-Applikationen oder auch TV-, Kino- und Radioproduktionen.
Er vertonte unter anderem Menateus, das offizielle Werbespiel der Weltausstellung Expo 2000, Worms 2 von Team 17, Inspector Gadget von Ubisoft für die Sony PlayStation, die Strategie- und Wirtschaftssimulation Cultures 2: Die Tore Asgards von Funatics sowie deren Nachfolger, die Managersimulation Hotel Gigant von JoWooD, Cold Zero – The Last Stand von Drago oder auch Chicago 1930 von Spellbound Studios.
Beim internationalen Musikprojekt Merregnon agiert er als hauptverantwortlicher Komponist. Die bekanntesten Spielemusikkomponisten begleiten und erzählen mit ihrer Musik eine Geschichte, die in einem komplexen Fantasieuniversum spielt; in Form von drei produzierten Soundtrack-CDs mit Orchestereinspielungen von Mitgliedern des Prager Symphonieorchesters und des New York Philharmonic Orchestra.
Einige Kompositionen aus der Feder von Del Priore, darunter ein Arrangement von Koji Kondos „The Great Sea“ aus The Legend of Zelda: The Wind Waker, wurden auf den Eröffnungskonzerten der Games Convention 2003 im Leipziger Gewandhaus vorgetragen. Dieses Konzert war das erste Spielemusikkonzert der Welt außerhalb Japans. 2004 und 2005 wurden Melodien bekannter Spieleklassiker gespielt, für die er Orchesterarrangements geschrieben hat.
Fabian war auch bei der in der Folge der Leipziger Konzerte organisierten Schulkonzertreihe Helden unserer Phantasie beteiligt, die im Januar 2006 in Meißen, Riesa und Großenhain aufgeführt wurden. Es spielte das Neue Elbland Philharmonie Orchester.
Weiterhin wurde Del Priore als Arrangeur für Play! A Video Game Symphony, der ersten weltweiten Spielemusikkonzert Tournee verpflichtet.
Fabian Del Priore arbeitet nach wie vor als freischaffender Komponist auf seinem eigenen Label und ist im Bereich Handheld-Videospiele für Dynamedion Sounddesign als Komponist und Sound Designer tätig.

## Spieleprojekte
Auszug aus Fabian Del Priores Spielereferenzen:
- Giana Sisters: Dream Runners
- Doctor Who Legacy
- Giana Sisters: Rise of the Owlverlord
- Giana Sisters: Twisted Dreams
- Leona's Tricky Adventures
- Pearl Harbor Trilogy
- Giana Sisters DS
- Cultures 2: Die Tore Asgards
- Extreme Assault
- Chicago 1930
- Cold Zero – The Last Stand
- Hotel Gigant
- Inspector Gadget
- Cultures – Reise nach Nordland
- Cultures – Das Achte Weltwunder
- Know How 2
- Menateus (EXPO 2000)
- Elkware (30 Mobile Spiele)
- Emergency: Fighters for Life
- Perry Rhodan – Operation Eastside
- Stealth Combat
- UPIXO In Action: Mission in Snowdriftland (Online Nintendo game)
- Chick Chick BOOM (Online Nintendo game)
- Viper
- THINK Logik Trainer (Nintendo DS)
- CrossworDS (Nintendo DS)
- WarGames – Kriegsspiele
- X – Beyond the Frontier
- X – Tension
- X – Gold

## Diskografie
- 2014: Gem'X Extended Soundtrack
- 2014: The Sound of SceneSat Vol. 3
- 2013: Turrican Soundtrack Anthology (Volume 4)
- 2013: Paula, Agnus & Denise
- 2012: Giana Sisters: Twisted Dreams Original Soundtrack
- 2012: Pearl Harbor Trilogy – 1941: Red Sun Rising Official Game Soundtrack
- 2012: Platypus Soundtrack
- 2011: Immortal 4
- 2009: PLAY! A Video Game Symphony Live!
- 2008: Jogeir Liljedahl – Out of Silence
- 2007: Chris Hülsbeck – Number Nine
- 2007: Tunnel Chill Zone Part 2 (Sony BMG)
- 2006: Rapture Of The Deep – Essentials (iTunes Album)
- 2006: Immortal 3
- 2005: Merregnon Soundtrack Vol. 2 Japanese Edition
- 2005: Revival ST
- 2004: Merregnon Soundtrack Vol. 2
- 2002: Immortal 2
- 2002: Remix 64 Vol. 1
- 2001: Back in Time 3 – A Space Odyssey
- 2000: Interstellar Harmony Vol. 2
- 2000: Merregnon Soundtrack Vol. 1
- 1997: Worms 2 Soundtrack
- 1997: Frankfurt Beat (Yellow Box)
- 1997: Incubation Soundtrack
- 1997: Extreme Assault Soundtrack

## Konzertveranstaltungen
- GC – Games Convention Spielemusikkonzerte 2003, 2004 und 2005
- Vier Spielemusik Schulkonzerte „Helden unserer Phantasie“ (2006)
- Play! A Video Game Symphony (erste weltweite Spielemusikkonzertreihe) 2006, 2007 und 2008